# Szpital Świętego Ducha w Łomży
Szpital Świętego Ducha – budynek zbudowany w latach 1880-1886 według projektu łomżyńskiego architekta Józefa Nartowskiego. Obiekt budowany jako nowa lokalizacja Szpitala Świętego Ducha, który funkcjonował w tym budynku do 1963 roku. Budynek przekazano szkole pielęgniarskiej. Obecnie mieści się tutaj Szkoła Policealna Ochrony Zdrowia. Budynek został w 1992 roku wpisany do rejestru zabytków architektury i budownictwa uzyskując kartę ewidencyjną Nr A 491.

## Architektura
Dwukondygnacyjna bryła, podpiwniczona na wysokim cokole złożona z prostopadłościennego korpusu ze zryzalitowaną częścią środkową elewacji frontowej nakryty dachem czterospadowym. Płytki ryzalit zwieńczony trójkątnym szczytem nakryty dachem dwuspadowym. Do elewacji bocznych dostawione dwa krótkie węższe od korpusu skrzydło wysokości równej korpusowi nakrytego dachem trójspadowym niższym od dachu nad korpusem, niższym od dachu nad korpusem.
Elewacja frontowa – dwukondygnacjowa, na wysokim cokole, korpus jedenastoosiowy z trójosiowym ryzalitem środkowym, skrzydła boczne dwuosiowe cofnięte w stosunku korpusu. Cokół wyodrębniony nieznacznym uskokiem zwieńczony pojedynczą profilowaną listwą. Pierwsza i druga kondygnacja rozdzielona profilowanym gzymsem kordonowym. Wyżej wąski pas profilowanego gzymsu podokiennego.
Elewacja boczna południowa – pięcioosiowa, pierwszą i drugą oś od zachodu akcentują ślepe blendy o kształcie otworów okiennych, na osi głównej duże zamknięte odcinkowo okna. Narożniki i oś środkową ujmują pilastry (pierwszej kondygnacji boniowane, w drugiej gładkie), podziały poziome gzymsami jak w elewacji frontowej.
Elewacja boczna północna – przekształcona w trakcie dobudowy łącznika – uproszczono pilastry, skuto gzyms kordonowy i uproszczono gzyms koronujący. Zamurowano blendy okienne.
Elewacja tylna wschodnia – dziesięcioosiowa, w tym ośmioosiowy korpus i dwuosiowe skrzydła boczne, cofnięte w stosunku do korpusu. Ściany korpusu przeprute dużymi oknami, w większości zamkniętymi odcinkowo. Trzecia oś od północy cofnięta w stosunku do lica ścian. Oś czwarta z wejściem w przyziemiu zryzalitowana. Wszystkie narożniki (skrzydeł, korpusu, uskoku i ryzalitu) opilastrowane, podziały poziome jak w elewacji frontowej.

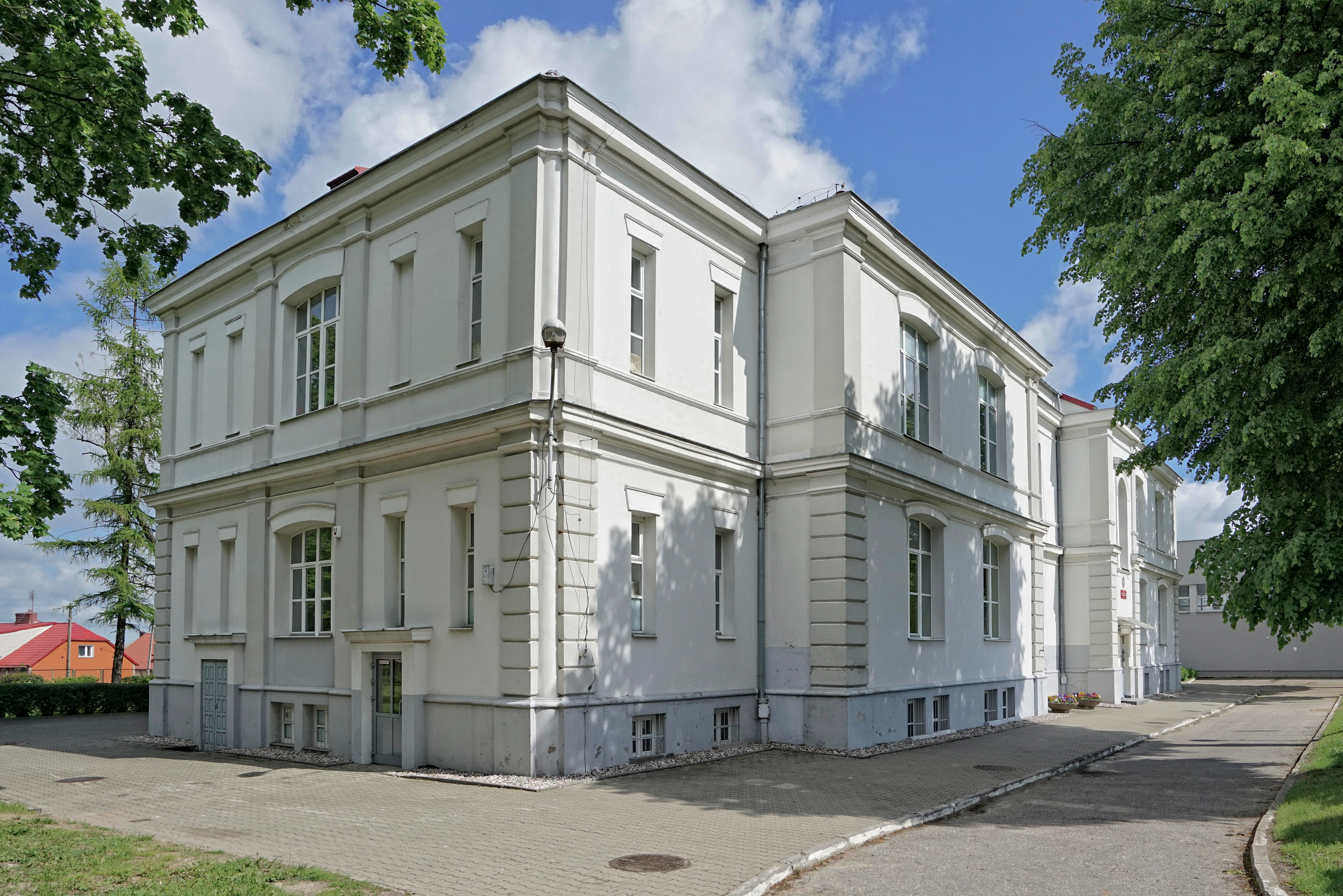
Elewacja tylna wschodnia i boczna południowa.